# 田名部組
株式会社田名部組（たなぶぐみ）は、青森県八戸市に本社がある日本の建設会社である。
　　

## 概要
1924年に創業した、青森県の土木・建築会社の名門である。1993年に工事完工高が県1位になるなど、青森県の建設会社では業界最大手に位置づけられていたが、公共工事の削減によって2000年代から業績が悪化し、2006年には事業を継続するかどうかまで追い詰められた。
2006年夏、株主総会の席で常務取締役であった田名部智之が志願し、31歳で4代目社長に就任。リストラをせず、外注業務の内製化によって土木事業の収益性を回復した。その後、住宅、不動産業、メガソーラー事業、農業、畜産、福祉の多角化、東京・仙台進出を進め、2017年10月「日刊建設青森」完成工事髙発表によると総合建設業順位青森県内「3位」本社所在地八戸市内「１位」まで回復した。
創業者：田名部政次郎　2代：田名部匡省　３代：田名部政志　４代：田名部智之

## 沿革
- 1924年（大正13年） - 創業[2]（八戸市岩泉町にて）。
- 1947年 - 株式会社化（資本金150千円）。
- 1951年 - 建設業登録。青森県知事登録（イ）
- 1956年 - 代表取締役更改（田名部政次郎から田名部匡省）。
- 1967年 - 代表取締役更改（田名部匡省から田名部政次郎）。
- 1968年 - 本社を八戸市中居林に移転、代表取締役更改（田名部政次郎から田名部政志）。
- 1979年 - 本社を八戸市石堂に移転。
- 1994年 - 平成5年度完成工事高青森県第1位（73億円）。
- 2000年 - ISO 9001 認証を取得。
- 2006年 - 代表取締役更改（田名部政志から田名部智之）。
- 2007年 - 役員更改（田名部智之他）。
- 2008年 - 資産活用「TOPシステム」発表。
- 2009年 - ASJ八戸スタジオ開設。OHSAS 18001 認証を取得。
- 2010年 - エコアクション21 認証取得。
- 2011年 - 八戸南部山アイスアリーナのネーミングライツを取得。名称を「田名部記念アリーナ」とする[3]。
- 2012年 - 1月、2006年春から空きビルとなっていた旧長崎屋ビルを取得[4]。
- 2013年 - 仙台支店開設。（株）住通、住通賃貸保障（株）、日本インシュアランス（株）の3社に資本出資しグループに編入。
- 2014年 - 創業90周年。ASJ青森スタジオ開設。ASJ仙台青葉スタジオ開設。東京営業部開設（新宿区上落合）。
- 2015年 - アセットマネジメント部門　ISO 55001認証取得（建設業東北初認証）登録番号RA0001
- 2016年 - 日本管理センター㈱と事業提携
- 2017年 -「攻めのIT経営中小企業百選」に経済産業省より選定される。㈱グローバルフィールド(八戸市)を特別清算。
- 2018年 - ㈱ジェイホーム並びに㈱アットプラスの全株を取得しグループに編入。協栄八戸番町ビル取得。-「地域未来牽引企業」に経済産業省より選定される。
- 2019年 - 創業95周年。㈱八幡建設（八戸市）をグループに編入。SDGｓへの取組み。
- 2020年 - 中亀建設㈱（岩手県盛岡市）の全株を取得し経営統合。田名部記念アリーナのスケートリンクサービス終了。DEVELD八日町竣工。
- 2021年 - ㈱竹田工務店（新潟県新潟市）の全株を取得し経営統合。八戸工業大学と地域貢献事業に関する基本協定を締結。産学連携して行う地域貢献の事業を"はちのへ「まち」プロジェクト"と呼称する。
- 2022年 - "はちのへ「まち」プロジェクト"の一環として「八戸工業大学 × (株) 田名部組 番町サテライトキャンパス "ばんらぼ"」を開設。

## 事業
- 住宅事業

2018年5月にハウスメーカー㈱ジェイホームの全株を取得しグループに編入、田名部組住宅事業部をジェイホームへ統合、
　　グループにおける住宅ブランド名をジェイホームに統一。
- 環境事業

再生可能エネルギー事業（太陽光・風力発電）、シックハウス対策、地球温暖化対策、省エネ対策、
　　施設の維持補修メンテナンス管理事業。
- 福祉・健康事業

デイサービスセンターの運営、介護予防トレーニング事業の推進（八戸市・三戸町）。
健康トレーニング、加圧トレーニング事業の推進（健康スタジオフォルツァ）
- 農業事業

木村秋則氏による無農薬・無肥料「自然栽培農法」の推進と普及、自然栽培の米・麦・大豆・トウモロコシ、野菜の生産と販売。
　　青森県産加工品（カット果樹、スイーツ等）をブランド化「青森県出身美人ちゃん林檎」「AOMORI BIJIN LIFE」の販売。
2011年12月、無農薬無肥料の完全自然栽培の統一ブランドソラベルを発表。
2017年㈱グローバルフィールド(八戸市)から自然栽培アグリ部門を分離独立し、合同会社ソラベル（新郷村）を設立。
- 畜産事業

日本初のハラール認定（鶏肉）を取得、青森シャモロック（鶏肉）の生産・加工・販売を開始「美人ちゃんチキン」。
2016年㈱グローバルフィールド（三戸郡五戸町）をグループから分離独立させ青森シャモロックの生産と販売に特化させる。
2017年7月24日 ㈱グローバルフィールド（八戸市）を特別清算開始。青森地裁八戸支部(事件番号：平成29年(ﾋ)第2001号)
　　（青森シャモロック、ハラール事業は㈱グローバルフィールド（五戸町）が継承し事業推進する）

## 事務所
東日本営業部　東京支店 （東京都千代田区岩本町2-19-7堀口ビル3階）。
東日本営業部　仙台支店 （宮城県仙台市若林区伊在2-22-12アサノビル2階）。
東日本営業部　仙台支店　南三陸町営業所 （宮城県本吉郡南三陸町志津川字小森３１－１）。
見立山工事事務所（青森県八戸市大字河原木字見立山６－５４）
南三陸町寄宿舎（宮城県本吉郡南三陸志津川字小森２０－１）
Jホーム　本社（青森県十和田市元町東3-2-35）
Jホーム　ジェイビレッジ（青森県八戸市長苗代3-22-31）
Jホーム　常設展示場（青森県上北郡六戸町小松ヶ丘3-77-1646）
中亀建設　本社（岩手県盛岡市向中野5-7-17）
八幡建設　本社（青森県八戸市大字河原木字二階堀16-9）

## スポーツ
同社のアイスホッケー部は、2012年3月に行われた第25回東北クラブチームアイスホッケー大会の決勝で北辰工業を破り優勝している。
日本スケート連盟より強化選手に指定されているスピードスケートの在家範将は、同社に入社し2014年のソチオリンピックを目指している。